# Stoicani, Soroca
Stoicani este satul de reședință al comunei cu același nume  din raionul Soroca, Republica Moldova.

## Amplasarea geografică
Pe câmpia Sorocii, la circa 140 km. de capitala Republicii Moldova și 18 km până la municipiul Soroca, se așterne o așezare omenească cu un trecut de peste 400 de ani – satul Stoicani. Frumusețea ținutului, istoria bogată în evenimente remarcabile, locurile memoriale,  pot include localitatea în traseul turistic din regiune.

## Repere istorice
Numele Stoicani este menționat în peste 50 de documente vechi care rămân mărturie a trecutului deosebit, cu pagini de cinste, dar și cu momente de luptă grea. Purtând un cult al respectului pentru înaintași, stoicănenii au ridicat mai multe monumente în memoria celor care au lăsat urme în amprenta conștiinței generațiilor următoare. Cândva, moșie a marelui logofăt și cronicar, Miron Costin, astăzi, Stoicani este comună care include localitățile Stoicani și Soloneț. 
Sat răzășesc cu moșii dăruite de Ștefan cel Mare pentru credincioasă slujbă, Stoicani a fost atestat la 2 mai 1610. Istoria detaliată a satului este relatată în cartea lui Hariton Prodan: ”Satul meu natal – Stoicani, din cele mai vechi timpuri” (2004), precum și în alte monografii dedicate localității. Pe la 1700, moșia satului cuprindea 3000 ha păstrate până la 1948 când au început să se formeze colhozurile și s-a împărțit o parte din pământuri satelor apropiate.
Vatra veche. Așezare pe care s-a aflat cândva vechiul sat, situată în apropierea traseului Soroca-Chișinău, în preajma drumului care duce spre Racovăț. Mărturie a trecutului a rămas doar un postament înalt, din piatră, pe costișa din stânga văii pârâului Ișnovăț. Din filele istorice aflăm că satul s-a strămutat după năvălirea tătarilor. O parte din săteni s-a ascuns în pădure, iar la întoarcere au găsit satul pârjolit. Sătenii care s-au salvat și-au strămutat locuințele la sud, pe altă margine a moșiei Stoicanilor, unde este situată localitatea de azi. Până în anii 70 din sec. trecut, pe vatra veche se mai aflau câteva locuințe. Ultima casă a aparținut Ruzaliei Golub.

## Infrastructura locală și social-economică
Activitatea de bază practicată în Stoicani este agricultura. SRL ”Scripta-Prim” lucrează 1000 ha de pământ. Gospodăria țărănească a proprietarului Mihail Furdui cuprinde 150 ha, gospodăria domnului Vadim Micolenco – 40 ha de pământ agricol. Sunt încurajate sportul și activitățile culturale. Ansamblurile folclorice: ”Mugurașii” și ”Moștenitorii” dau viață cântecelor și tradițiilor rurale păstrate din străbuni. Stoicănenii au spiritul răzășesc, de săteni cu atitudine și  oameni de cuvânt. O vizită aici este ca o lecție de demnitate.
Muzeul satului se află în incinta Centrului comunitar. Aici se păstrează cele mai vechi obiecte de artizanat adunate de la săteni.
Grădinița din Stoicani, condusă de Ursu Silvia, este frecventată de peste 40 de copii. O atracție turistică este interiorul instituției, cu pereți decorați cu lucrări din mortar, inspirate din lumea copilăriei, create de către doamna educatoare Mihalcean Ana.

## Personalități notorii
Gurie COȘCIUC - 1924-2013
Patriarh al oncologiei naționale, savant înzestrat cu modestie excepțională
Gurie Coșciug s-a născut la 17 octombrie 1924 în satul Stoicani, raionul Soroca, în familia unui preot. După clasele primare din satul Trifăuți își continuă studiile la Liceul „Ștefan cel Mare” din Soroca. Însă, din cauza evenimentelor anilor ’40, susține bacalaureatul toc-mai la Orăștia, Transilvania, România, în anul 1944. Se înscrie apoi la Institutul Politehnic din București, după care se întoarce acasă și, în anul 1946, este înmatriculat la Institutul de Stat de Medicină din Chișinău. După finalizarea studiilor, în anul 1951 Gurie Coșciug își începe

activitatea medicală în s. Dângeni, r-nul Ocnița, mai întâi în calitate de chirurg, apoi ca șef de secție, iar mai târziu ca medic-șef al Spitalului Raional. Fiind unicul chirurg în acel spital, Gurie Coșciug efectua operații ce țineau de traumatologie și urologie, ginecologie și operații de urgență indiferent de caracterul și localizarea acestora. Grație pasiunii pentru chirurgie și experienței acumulate în condițiile dificile ale primului deceniu de după război, în fața tânărului chirurg se deschid noi orizonturi profesionale. În 1959, prin ordinul ministrului sănătății, Gurie Coșciug este transferat în Secția de chirurgie a Spitalului Clinic Republican. Aici, în anul 1966 susține teza de doctor în științe medicale abordând problema cirozei hepatice. Peste un an este transferat la Institutul Oncologic din capitală, unde își continuă activitatea din anul 1967 până în 2007, inițial în calitate de colaborator științific superior, iar mai apoi - conducător științific al Secției de gastropulmonologie și vicedirector pe proble-me științifice. În anul 1970 susține teza de doctor habilitat în științe medicale cu tema „Ciroza hepatică și cancerul hepatic primar”, iar în 1991 obține titlul științifico-didactic de profesor universitar. Spiritul organizatoric și perseverența profesorului Coșciug au contribuit substanțial la dezvoltarea Secției de gastrologie a Institutului Oncologic și a Catedrei de oncologie a USMF „Nicolae Tes-temițanu”. Împreună cu echipa Secției de gastrologie a Institutului Oncologic, Gurie Coșciug a desfășurat o activitate științifică amplă în domeniul patologiei hepatice, implementând metodologii originale în tratamentul cirozei și al cancerului hepatic primar.

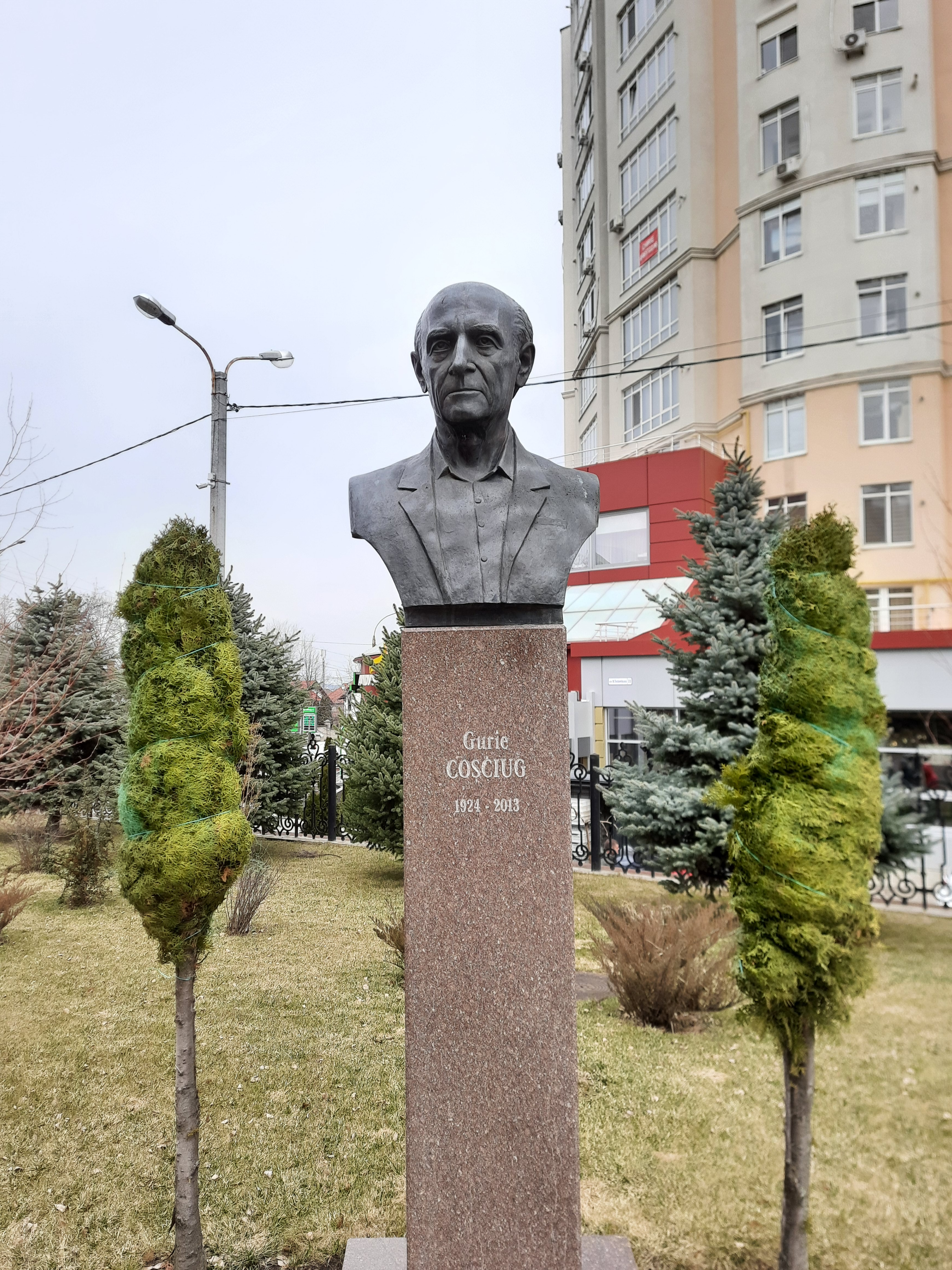
Bustul lui Coșciug Gurie de pe Aleea savanților și medicilor iluștri din Chișinău

 Gurie Coșciug a pregătit o pleiadă de savanți, dintre care cinci au devenit doctori în științe medicale, iar alții 5 - doctori habilitați. A publicat circa 150 de lucrări științifice în revistele din țară și de
peste hotare, a editat 7 monografii și a operat mii de pacienți cu maladii oncologice. Domnia Sa face parte din pleiada savanților care au creat școala basarabeană de chirurgie oncologică. A împărtășit măiestria chirurgicală, experiența și secretele tehnicii operatorii tuturor colegilor de breaslă, care au devenit adevărați profesioniști în domeniu.
Timp de 15 ani, Gurie Coșciug a fost specialistul principal în oncologie al Ministerului Sănătății al Republicii Moldova și președinte al Societății Științifico-practice a Oncologilor din țara noastră. Grație perseverenței, competențelor pedagogice și științifice, abilităților organizatorice asociate cu o modestie de excepție, ilustrul savant Gurie Coșciug s-a bucurat întotdeauna de recunoștință și respect deosebit în comunitatea medicală. Pentru muncă asiduă și practică chirurgicală neîntreruptă timp de 50 de ani, profesorul universitar Gurie Coșciug a fost decorat cu ordinul „Gloria Muncii”. A plecat la cele veșnice la 3 februarie 2013.

Andrei Negru, academician;
Gheorghe Moldovan, doctor în științe; 
Roman Coșciug, participant în război, doctor în științe medicale; 
Vasile Coșciug, profesor al USMF ”N. Testemițeanu”; 
Hariton Prodan, profesor la UTM; 
Ioan Druță, doctor în chimie; 
Sergiu Bunescu, medic; 
Larisa Știrbu, profesoară; 
Victor Indricean, doctor în filologie; 
Constantin Coșciug, profesor universitar;
Indricean Constantin, doctor în științe; 
Ada Negru, medic, poetă; etc. 
Lista personalităților care au pornit în viață din Stoicani este completată și astăzi de nume care își lasă amprenta pe pagini cu renume.

## Demografie

### Structura etnică
Structura etnică a satului conform recensământului populației din 2004:
| Grup etnic         | Populație | % Procentaj |
| ------------------ | --------- | ----------- |
| Moldoveni / Români | 882       | 95,05%      |
| Ucraineni          | 37        | 3,99%       |
| Ruși               | 8         | 0,86%       |
| Găgăuzi            | 1         | 0,11%       |
| Total              | 928       | 100%        |

## Religie
Biserica cu hramul Sfântul Panteleimon, construită în 1902, are o arhitectură unică în zona Sorocii. Ferestrele mari permit o iluminare considerabilă a lăcașului. În interior, se mai păstrează icoane vechi. Ușa din lemn masiv nu a fost schimbată niciodată, nici lacătul. Astăzi, biserica se mai deschide cu aceeași cheie, de acum 114 ani. Podeaua bisericii este acoperită cu covoare naționale de o frumusețe autentică, țesute în sat, de meșterițele din Soloneț vestite pentru măiestria lor.
Mănăstirea ”Înălțarea Sfintei Cruci” (2009). Este deschisă, pentru enoriași, duminica, la sărbătorile religioase mari și în fiecare zi de joi, de la orele 21:00.
Cimitirul Ostașilor Români, aflat în imediata apropiere de biserică, în care au fost înmormântați 70 de ostași decedați în luptele grele din 1941. În zilele de comemorare, aici au loc slujbe de pomenire organizate de preoți ai Mitropoliei Basarabiei, în frunte cu custodele acestui cimitir – Sorin Huluță, împreună cu săteni și oaspeți veniți să aducă omagiu eroilor români din toate timpurile. De aici se deschide o panoramă frumoasă a satului.

## Monumente istorice și arhitectonice
Fântâna de la intrarea în sat este primul loc în care poate fi făcut un popas, înainte de a vizita localitatea. Acum, modernizată și frumos îngrijită, această fântână a fost construită în 1939, de Isidor Prodan în memoria soției Parascovia – un exemplu de dragoste și respect familial.
Iazul satului Soloneț – loc de agrement amenajat cu plajă și case de vacanță.
Conacul boieresc. Conform datelor din 1869, printre răzeșii proprietari de pământ, erau 4 nobili (dvoreni). Numărul odnodvorților se ridicase la 57.
Monumentul represiunilor staliniste (1940-1949) ridicat printre primele din regiune, în 1990, în memoria celor 22 de familii cu un număr de persoane de peste 80 care fuseseră deportați și condamnați la ani grei de închisoare de regimul stalinist.
Monumentul eroilor căzuți în primul război mondial (1914-1916). Și-au pierdut viața 27 de stoicăneni.
Valul lui Traian și cele șase movile de pământ care serveau, în trecut, drept strajă de hotar al satului.